# ぼくの味方
「ぼくの味方」（ぼくのみかた）は、柴田淳の1枚目のシングル。

## 解説
インディーズ盤は2001年5月19日発売。「じゅん」名義で発表。作詞・作曲は「柴田じゅんこ」名義。収録曲の「心がうたうとき」、「パズル」は当シングルにしか収録されていない。
収録曲の内容と曲数が異なるメジャー盤は2001年10月31日発売。

## 収録曲

### インディーズ盤
1. ぼくの味方
2. ピンクの雲
3. 心がうたうとき
4. パズル

### メジャー盤
1. ぼくの味方
2. 帰り道
3. いちばん星